# Alps suïssos Jungfrau-Aletsch
Alps suïssos Jungfrau-Aletsch és un domini geogràfic que compren un vast conjunt de muntanyes, valls i glaceres dels Alps bernesos a Suïssa, declarat Patrimoni de la Humanitat per la UNESCO l'any 2001. Està delimitat al nord per la vall de Grindelwald (al cantó de Berna) i al sud per la vall del riu Roine (al cantó del Valais). El 2007 el domini fou ampliat fins als seus límits actuals. La denominació oficial de la UNESCO és Swiss Alps Jungfrau-Aletsch (anglès) i Alpes suisses Jungfrau-Aletsch (francès). Fins al 2008 s'anomenava oficialment Jungfrau-Aletsch-Bietschhorn.

## Àrea

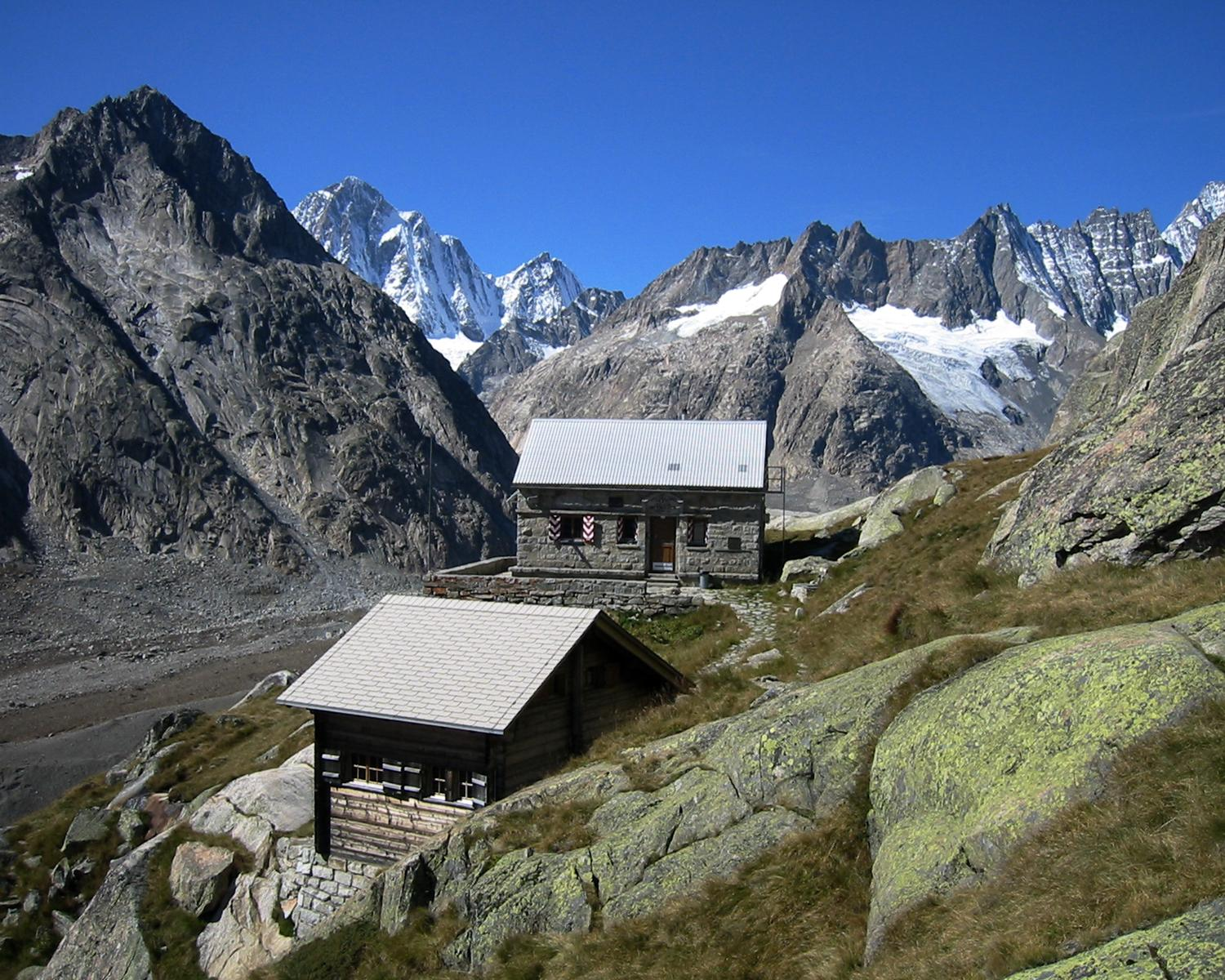
Unteraargletscher i Finsteraarhorn

El domini Alps suïssos Jungfrau-Aletsch comença al nord, al massís de la Jungfrau, a l'Oberland bernès, integrat per muntanyes com l'Eiger, el Mönch i la pròpia Jungfrau. Al centre de la regió hi ha la glacera d'Aletsch. Cap a l'est s'estén el perímetre pel Lauteraarhorn, el Finsteraarhorn (amb 4.273 msnm el punt més alt), el Oberaarhorn i el Grimselpass. A l'oest en formen part les valls de Kandertal i Lötschental, el grup del Blüemlisalp, el Bietschhorn i diverses valls al vessant sud d'aquest.

### Municipis
Al cantó de Berna:
- Grindelwald
- Lauterbrunnen
- Meiringen (des de 2007)
- Schattenhalb (des de 2007)
- Innertkirchen (des de 2007)
- Guttannen (des de 2007)
- Kandersteg (des de 2007)
- Reichenbach (des de 2007)

Al cantó del Valais:
- Bellwald
- Fiesch / Fieschertal
- Betten
- Ried-Mörel
- Naters i Belalp
- Blatten
- Birgisch
- Mund
- Raron
- Baltschieder
- Eggerberg
- Ausserberg
- Niedergesteln
- Steg (des de 2007)
- Hohtenn (des de 2007)
- Ferden (des de 2007)
- Kippel (des de 2007)
- Wiler (des de 2007)